# سحب مباشر
الاقتطاع المباشر أو السحب المباشر هو معاملة مالية تسحب فيها إحدى المؤسسات الأموال من الحساب البنكي للدافع. توجّه المنظمة التي تطلب الأموال «المدفوع له» مصرفها لتحصيل مبلغٍ مباشرةً من الحساب المصرفي «للدافع» الذي أدلى به مسبقًا. يجب أن يكون الدافع قد أبلغ المصرف بأنه قد سمح للمدفوع له بسحب الأموال مباشرة قبل أن يُسمح بالاقتطاع. وقد يطلب المدفوع له من الدافع التوقيع على ورقة تخويل السحب المباشر ويُسلم المدفوع له التخويل إلى مصرف الدافع. على  ويسمى أيضًا الاقتطاع المصرح به مسبقًا (PAD) أو الدفع المصرح به مسبقًا (PAP).
يكثر استعمال السحب المباشر للمدفوعات المتكررة، مثل بطاقات الائتمان وفواتير الخدمات، حيث تختلف مبالغ الدفع بين دفعة وأخرى. ومع ذلك، عندما يكون التفويض قائمًا، فإن الظروف التي تُسحب فيها الأموال والتواريخ والمبالغ هي مسألة اتفاق بين المستفيد والدافع، ولا يهم المصرفيين.
في البلدان التي يكون فيها إعداد التفويض للسحب سهلاً، يمكن أيضًا استخدام السحب المباشر للمدفوعات غير المتكررة، مثل معاملات الطلبات عبر البريد أو عند نقطة البيع. يمكن للدافع إلغاء تفويض السحب المباشر في أي وقت، ويمكن للمصرفي رفض تنفيذ السحب إذا كانت المعاملة تنتهك شروط الحساب المصرفي الذي سيُدفع منه، على سبيل المثال إذا كان السحب سيتسبب بالسحب الزائد من الحساب.
تختلف تعليمات السحب المباشر عن الإيداع المباشر وتعليمات أمر الدفع الدائم ، والتي يبدأها الدافع. يتضمن الأمر الدائم دفع مبالغ ثابتة دوريّا، في حين أن السحب المباشر يمكن أن يكون بأي مبلغ ويمكن أن يكون عرضيًا أو دوريًا. كما لا ينبغي الخلط بينها وبين سلطة الدفع المستمر، حيث يقوم المستفيد بجمع الأموال عندما يشعر بأنه مستحق.
السحب المباشر متاحٌ في عدد من البلدان مثل المملكة المتحدة والبرازيل وألمانيا وإيطاليا وهولندا وجنوب إفريقيا وإسبانيا والسويد وسويسرا. تُبرم عقود السحب المباشر بموجب قواعد كل دولة، وعادةً ما تقتصر على المعاملات المحلية في تلك البلدان. والاستثناء في هذا الصدد هو منطقة المدفوعات الأوروبية الموحدة (SEPA) التي تسمح بالسحب المباشرة عبر الحدود (والمحلية) المقومة باليورو منذ نوفمبر/تشرين الثاني 2010. أما في الولايات المتحدة فيُعالج السحب المباشر من خلال شبكة غرفة المقاصة الآلية.